# La Belle de Gaza
Pour plus de détails, voir Fiche technique et Distribution.
La Belle de Gaza est un film documentaire français, réalisé par Yolande Zauberman. Il évoque la communauté queer israélienne.
Le documentaire La Belle de Gaza est présenté au Festival de Cannes 2024 en séance spéciale.

## Synopsis
La Belle de Gaza est un film documentaire sur la transidentité en Israël. Selon une légende urbaine, une jeune fille, menacée de mort à cause de sa transidentité, aurait fui la bande de Gaza pour rejoindre, à pied, Tel-Aviv. La recherche de cette jeune fille devient le prétexte d’une présentation de la communauté queer israélienne.
Filmé dans la rue Hatnufa à Tel-Aviv avant le début de la guerre à Gaza depuis 2023, le documentaire La Belle de Gaza entremêle les vies très diverses et souvent tragiques de plusieurs femmes transgenres, dont certaines sont des prostituées. Ainsi Israela, venue d'un milieu juif orthodoxe, explique ses trois ans de mariage avec un rabbin qui ne savait pas qu'elle était transgenre. Quand elle décide de le quitter, elle lui permet de voir ses papiers, il lui accorde immédiatement l'acte de divorce. Danielle, venue des territoires palestiniens, a été kidnappée par des hommes de son ancien village pour la punir. Elle a survécu mais sa mère lui a dit : « Je regrette qu'ils ne t'aient pas tuée ». À l'inverse, l'Israélienne Talleen Abu Hanna, Miss Trans Israel (en) en 2016, se sent acceptée et exprime sa gratitude à l'égard de son pays.

## Fiche technique
- Réalisatrice : Yolande Zauberman
- Scénario : Yolande Zauberman
- Production :	Unité, Phobics Films, Arte France Cinéma, en association avec la SOFICA Arte-Cofinova 19
- Photo : Siegried Vigier
- Son : Selim Nassib
- Montage : Rafael Torres Calderon, Léo Richard
- Durée : 76 minutes
- Dates de sortie :
  -  France : 17 mai 2024 pour le Festival de Cannes et 29 mai 2024 dans les salles.

## Distribution
- Talleen Abu Hanna[4]
- Israela
- Nadine
- Danielle
- Nathalie

## Bande originale
- Run baby run – Amanda Lear[5]
- Meo – Kazu
- Roman – Mashrou' Leila
- Sabry Aalil – Sherine
- Ahavat Hayay – Haim Moshe
- Nature Boy – Nathan Zanagar

## Distinction

### Sélections
- Festival de Cannes 2024 :  Sélection officielle – Séance spéciale. Il concourt pour l'Œil d'or et la Queer Palm[6].

### Nominations
- César 2025 : Meilleur film documentaire